# 南沙太平島觀音堂
南沙太平島觀音堂位於中華民國臺灣太平島的南末端。起源於1949年駐守的國軍官兵從臺灣恭迎千手觀音到這裡建廟供奉。曾經在1972年8月由海軍陸戰隊整修；2004年3月由海巡署再度修整及建造紀念碑。每逢農曆初一及十五日，皆舉行祭祀活動。

## 設施
- 混凝土牌樓，其橫匾為「觀音堂」，有一幅對聯：「海天一線南島聖地佛光現，清香三柱紫竹林中心向禪。」
- 浮屠，印有「陸戰之光」、「多難興邦」
- 樹神
- 觀音堂主殿，除供奉千手觀音雕像外，現掛有十一塊橫匾，包括「廣澤太平」、「聖祐太平」、「澤祐太平」、「永鎮太平」、「福祐太平」、「南疆永固」等。
- 福德祠，除供奉有土地公及土地婆外，還有一副對聯：「福至四海集南島；德厚五嶽鎮平安。」